# Інцидент в Тампіко
Інцидент в Тампіко (англ. Tampico affair) — розпочався як незначний інцидент за участю моряків ВМС США та мексиканської федеральної армії, лояльної до мексиканського диктатора генерала Вікторіано Уерта . 9 квітня 1914 року дев'ять моряків зійшли на берег для охорони припасів і були затримані мексиканськими силами. Командуючий адмірал Генрі Мейо вимагав, щоб американські моряки були відпущені, а Мексика принесла вибачення, підняла прапор США й віддала честь салютом з 21-ї гармати. Мексика відхилила цю вимогу. Президент США Вудро Вільсон підтримав вимогу адмірала. Натомість мексиканці всіх фракцій Мексиканської революції об'єдналися проти вимог США. Конфлікт загострився, коли американці захопили портове місто Веракрус, окупувавши його більш ніж на шість місяців . Це сприяло «падінню» Уерти, який пішов у відставку в липні 1914 року. Оскільки США не мали дипломатичних відносин з Мексикою в наслідок захоплення влади Уертою в 1913 році, країни АБЧ (англ.- «ABC Countries» або «ABC powers»)(Аргентина, Бразилія та Чилі) запропонували виступити посередниками у конфлікті на мирній конференції на Ніагарському водоспаді (також відомій як конференція АБЧ), що проводилася в Канаді. Американська окупація Веракруса призвела до широкого поширення антиамериканських настроїв .

## Причини
У розпал Мексиканської революції генерал Вікторіано Уерта став президентом Мексики в наслідок державного перевороту, в якому брав участь посол США в Мексиці. В ході перевороту, демократично обраний президент Франциско І. Мадеро та віце-президент Суарес були відсторонені та через 4 дні застрелені. Опозиція Уерті проростала з сил селянського лідера Еміліано Сапати в штаті Морелос і швидкого просування північних опозиційних конституціоналістів під керівництвом губернатора Коауїли Венустіано Карранси . Станом на 26 березня 1914 року сили Карранси знаходились на відстані 16 км (10 миль) від процвітаючого прибережного нафто-добувного міста Тампіко, Тамауліпас . Завдяки величезним інвестиціям американських фірм у місцеву нафтову промисловість, там знаходилось велике поселення американських громадян. Кілька військових кораблів ВМС США під командуванням контр-адмірала Генрі Т. Мейо були розгорнуті біля узбережжя з метою захисту американських громадян і власності.
Восени 1914 року відносини між США і Мексикою були напруженими. Президент США Вудро Вільсон відмовився визнати президентство мексиканського генерала Вікторіано Уерта, який прийшов до влади в результаті державного перевороту, а бунтівний генерал Фелікс Діас, племінник екс-президента Порфіріо Діаса, підписав Пакт про посольство (англ.- Embassy Pact) зі схваленням Посла США Генрі Лейна Вілсона, якого згодом усунув президент, будучи приголомшеним участю американського посла у справі з державним переворотом та вбивством мексиканського президента. :36-37
Під час свого щорічного зверення «Про становище країни» 2 грудня 1913 року Вілсон заявив: «Не може існувати певної перспективи миру в Америці, доки генерал Уерта не складе свою узурповану владу». На початку 1914 року Вілсон зняв збройне ембарго, що дозволило конституціоналістам купувати зброю. Цими кроками Вілсон наближався до інтервенції.
П'ята дивізія Атлантичного флоту Мейо знаходилась в Тампіко для захису інтересів США та її громадян. Кораблі в його розпорядженні включали лінкори " Коннектикут " і «Міннесота» та крейсери «Честер» і «Де-Мойн». Американські ж інтереси включали нафтопереробний завод Standard Oil в Арбол Гранде, деякі нафтові об'єкти в Донья Сесілія, а також афілійовані з ними американські родини та будинки поблизу. Незважаючи на те, що Тампіко був оточений силами конституціоналістів, відносини між силами США та федеральним гарнізоном Уерти залишалися мирними та навіть дружніми. 2 квітня флагман Мейо, канонерський човен «Долфін», задовольнив прохання мексиканського уряду і тричі здійснив салют із 21 гармати мексиканському прапору. Це було зроблено на честь взяття Пуебли у французів у 1867 році генералом Порфіріо Діасом. Крім того, моряки з американського канонерського човна та 2-х крейсерів, які стояли на якорі біля Тампіко в річці Пануко, щодня сходили на берег для гри в бейсбол.
6 квітня загони конституціоналістських повстанців під командуванням полковника Еміліано Дж. Нафаррете зайняли Ла-Барра, Донья-Чесілія та Арбол-Гранде. Генерал Ігнасіо Морелос Сарагоса, губернатор Тамауліпаса і командувач гарнізоном федеральної армії, за сумісництвом племінник покійного мексиканського військового героя (також відомого як героя битви біля Пуебли) та міністра армії і флоту Ігнасіо Сарагоси, послав свій канонерський човен «Веракрус» з метою обстрілу сил повстанців розташованих за нафтовими резервуарами. Мейо надіслав лист обом сторонам, в якому заявив, що зберігатиме нейтралітет, але для захисту життів і майна американців він «вдасться до будь яких необхідних кроків». Згодом Мейо евакуював кількох американців, але відмовився висадити війська для захисту нафтопереробного заводу. Після додаткових атак повстанців 7 і 8 квітня в районі мосту Ітурбід, іноземне населення шукало притулку на кораблях ВМС США, німецькому крейсері " Дрезден " і британському крейсері " Герміона ". Кларенс Міллер, американський консул в Тампіко, надіслав терміновий запит про допомогу в евакуації американського населення в межах міста. Тоді ввечері 8 квітня був затриманий морський кур'єр американського консульства, але незабаром відпущений. :14-18
У зв'язку з закінченням палива для допоміжного двигуна Капітан «Долфін'а». Ральф Ерл відвідав американське консульство 9 квітня, де організував покупку у німецького цивільного Макса Тайрона. Капітан Ерл мав здійснити доставку з причалу Тайрона. Однак док знаходився в безпосередній близькості від мосту Ітурбіде :20.

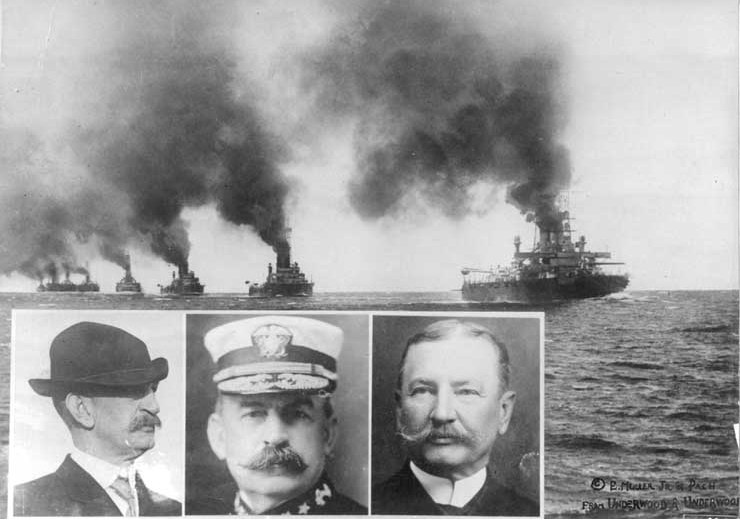
Американські лінкори прямують до Веракруса після інциденту в Тампіко.
Вставка: на фотографії (зліва направо): контр-адмірал Генрі Т. Мейо, командувач силами США під час справи Тампіко; Контр-адмірал Френк Ф. Флетчер, який командував висадкою для захоплення Веракруса; Віце-адмірал Чарльз Дж. Беджер, командувач Атлантичним флотом США в 1914 році.

## Конфлікт
Капітан Ерл наказав прапорщику Чарльзу К. Коппу взяти вельбот і команду, щоб забрати вугілля з доку Тайрона. Незважаючи на те, що моряки ВМС США пливли під розпізнавальними знаками США, вони були беззбройні та не володіли Іспанською. Під час завантаження палива моряки були оточені озброєним загоном солдатів Сарагози. Двоє матросів, стерновий Г. Х. Зіферт і матрос Дж. П. Харрінгтон, все ще перебували на борту американського вельбота, але під дулом зброї були також схоплені. Усіх доставили до Штаб-квартири полковника Рамона Х. Хінохоси. Він дозволив американцям продовжити завантаження палива, але не відпустив, поки не буде отримано дозвіл від Сарагоси. :21-23
Макс Тайрон проінформував капітана Ерла і адмірала Мейо на борту " Долфін'а ", і Мейо наказав Ерлу домагатися звільнення своїх людей шляхом рішучого протесту. Ерл у супроводі Кларенса Міллера зустрівся з Сарагосою, який вибачився, пояснивши, що його люди «очевидно не відають основних законів війни». Протягом години після їхнього арешту вельбот повернувся на «Долфін» . Мейо звинуватив прапорщика Коппа за те, що він дозволив забрати своїх людей з американського судна. Мейо розцінив цей інцидент як образу американського суверенітету, що в свою чергу вимагає відшкодування. Мейо наказав командиру Вільяму А. Моффетту надіслати до Сарагоси записку, у якій говорилося, що «захоплення людей з човна під американським прапором є ворожим актом, який не підлягає виправданню». Далі Мейо вимагав «формальної відмови» (себто заперечення своєї причетності до інциденту), щоб відповідальний офіцер «отримав суворе покарання» і «щоб ви підняли американський прапор на видному місці на березі та відсалютували йому з 21-ї гармати, цей корабель, в свою чергу, належним чином відсалютує у відповідь». " :23-25
Морелос Сарагоса направив справу до військового міністерства Мексики в Мехіко. Коли Вілсон дізнався про те що сталося від держсекретаря Вільяма Дженнінгса Брайана, він відповів: «Мейо не міг вчинити інакше», і також, «…якщо винні не будуть негайно покарані, це може викликати найтяжчі наслідки…» :32

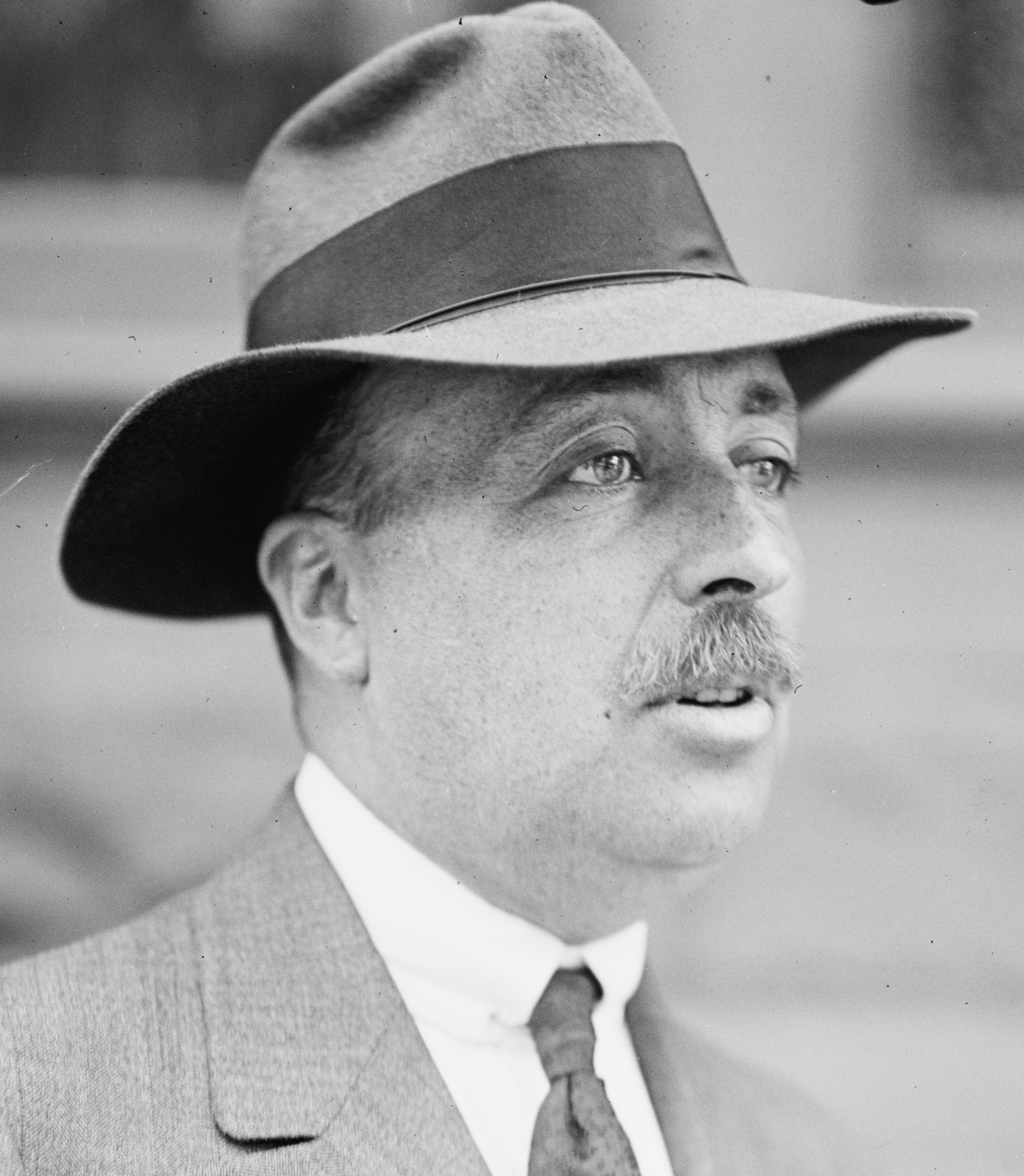
Нельсон О'Шонессі, Тимчасовий повірений у справах США у 1914 р.

10 квітня, Нельсон Дж. О'Шонессі, тимчасовий повірений у справах США в Мехіко, був поінформований про інцидент Робертом А. Естевою Руїзом, з Міністерства закордонних справ Мексики. Руїз просив відкликати вимоги Мейо, оскільки Сарагоса вже приніс усні вибачення. І О'Шонессі, і Руїз довели це питання до уваги Уерти, який в свою чергу також погодився, що ультиматум Мейо слід відкликати. Тоді О'Шонессі оприлюднив мексиканську версію в Associated Press у Мексиці, викривлено заявивши, що заарештовані американці були не моряками, а морськими піхотинцями і що останні «дефілювали» вулицями Тампіко :38-40
12 квітня, Уерта заявив О'Шонесі через Руїза, що після того, як Сарагоса вибачився та заарештував Хінохосу, США отримали «Достатьно сатисфакції». Уряд Мексики більше не вибачався і не салютував американському прапору. Уерта назвав це «принизливими умовами… дотримання ввічливості до цього ступеню було б еквівалентним прийняттю суверенітету іноземної держави вище національної гідності та пристойності, які президент схильний поважати в будь-якій ситуації». О'Шонессі сказав Руїзу, що Вільсону, можливо, доведеться «захищати нашу національну гідність, навіть із застосуванням збройної сили, якщо необхідно». :44-45
13 квітня Вілсон сказав журналістам: «Салюту бути». 14 квітня Вільсон скерував Атлантичний флот під командуванням віце-адмірала Чарльза Джонстона Беджера в мексиканські води. Уерта заявив: «Це лихо? Ні. Це найкраща річ яка могла з нами статися». 15 квітня Вілсон заявив стосовно ситуації в Мексиці, що там було «багато випадків… зневаги по відношенню до прав американських громадян чи гідності уряду Сполучених Штатів, і жодних спроб відшкодування чи виправлення». 16 квітня Вашингтону повідомили, що Уерта погодився на спільний салют, що зазначає «задоволення, з яким дві країни бачать щасливий кінець конфлікту, який ніколи й не був дійсно серйозним». Проте Вілсон вирішив, що американський флот залишиться, для запобігання будь-яким… «проявам злої волі та презирства по відношенню до Сполучених Штатів, які Уерта демонстрував у минулому», і неправильно зрозумів бачення Уертою «Спільного». Коли спільність нарешті була зрозуміла, Вільсон виступив проти цієї ідеї, і накази флоту залишилися незмінними. Уерта стверджував, що зробив «усе, що зобов'язувався». 18 квітня Вільсон заявив, що зустрінеться з Конгресом «з метою вжиття таких заходів, які виявляться необхідними, щоб примусити до поваги національного прапора», якщо Мексика не здійснить салют до наступного дня. :48-51,53,60-62,65

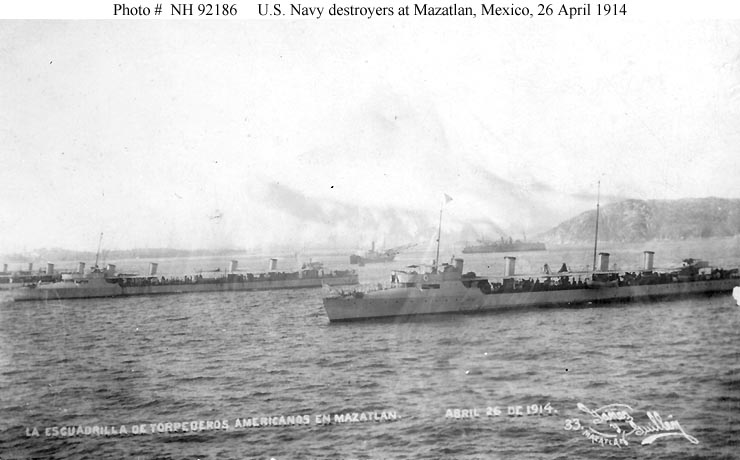
USS Truxtun і Whipple в Масатлані, 26 квітня 1914 року, несуть вахту на мексиканському канонерському човні Morales (корабель із двома воронками на задньому плані)

## Наслідки
20 квітня президент Вудро Вільсон звернувся до Конгресу за схваленням використання збройних сил. Зокрема, Вілсон виступав за «взяття Вера Круса», щоб позбутися Уерти та його нелегітимної влади. Вілсон отримав схвалення Конгресу того ж вечора і віддав наказ висадитися у Веракрусі, з метою захоплення митниці та перехоплення очікуваної партії озброєнь для сил Уерти :69-77.
Під час подальшої окупації Сполученими Штатами Веракруса 19 американців було вбито і 72 поранено. Втрати Мексики оцінювалися на рівні 150—170 солдатів убитими і від 195 до 250 пораненими. Кількість втрат серед цивільного населення невідомі. Під час захисту громадян та інтересів США на тихоокеанському узбережжі Мексики підрозділи ВМС спостерігали за зіткненнями між силами Уерти та повстанцями. В Енсенаді (Нижня Каліфорнія), консул США Клод Е. Гайант і 250 його співгромадян були змушені шукати безпеки в будівлі консульства США, оскільки влада Мексики була не здатною контролювати антиамериканські демонстрації, які спалахнули 23 квітня. Гаян телеграфував до Вашингтона: «Сховалися в консульстві. Ситуація критична. Негайно надішліть військовий корабель» «USS Cheyenne» був відправлений із Сан-Дієго, Каліфорнія, до Енсенади з наказом захистити життя американців будь-якою ціною, включаючи захоплення порту, якщо це необхідно. «USS Iris», на шляху до Мазатлану, змінив курс на Енсенаду, щоб допомогти «Шайєну» . Їхньою ціллю була евакуація Гаяна та інших америкаців Вторгнення до Веракрусу безпосередньо вплинуло на благополуччя близько 50 000 громадян США, що проживали в Мексиці. Для прийому американців були створені табори для біженців у Сан-Дієго, штат Техас, і Новому Орлеані. Зрештою, американський військово-транспортний корабель USS Buford відплив із Сан-Франциско на початку травня та здійснив чисельні зупинки в портах на західному узбережжі Мексики, щоб забрати додаткових американських біженців. Протягом травня USS Iris також здійснив евакуацію багатьох американських біженців, включаючи Клемента Едвардса, консула США в Акапулько . Станом на 4 травня в мексиканських водах діяв загалом 71 корабель ВМС США.
У січні 1917 року Німеччина надіслала так звану телеграму Циммермана, в якій заявлялося, що Мексикансько Німецький союз проти США призведе до повернення Мексикою контролю над захопленими США в попередніх війнах територій, і що майбутня необмежена підводна війна Німеччини гарантувала б поразку англійців і французів. Перехоплення британцями телеграми Ціммермана та «необмежена підводна війна» Німеччини проти торговельних суден США, що відбулася незабаром після цього, фактично стали останнім виправданням необхідності оголошення війни Німеччині у квітні 1917 року.
Антиамериканські настрої в Мексиці, викликані інцидентом в Тампіко, були головною причиною чому мексиканський уряд залишився нейтральним у Першій світовій війні. Мексика відмовилась брати участь у військовій кампанії США в Європі та надала вичерпні гарантії збереження відкритої діяльності німецьких компаній, зокрема в Мехіко.
Президент Вільсон розглядав ще одне військове вторгнення у Веракрус і Тампіко в 1917—1918 роках з метою взяття під контроль Теуантепекський перешийок, найкоротший сухопутний шлях між Атлантичним і Тихим океанами, і нафтові родовища Тампіко. Відносно новий президент Мексики Венустіано Карранса погрожував знищенням нафтових родовищ в разі висадки там морської піхотитих місцях.